# Gherardo e Monte del Flora
Gherardo del Flora (Firenze, 1445 – Firenze, 1497) e 
Monte del Flora (Firenze, 1448 – Firenze, 1549) sono stati artisti italiani.

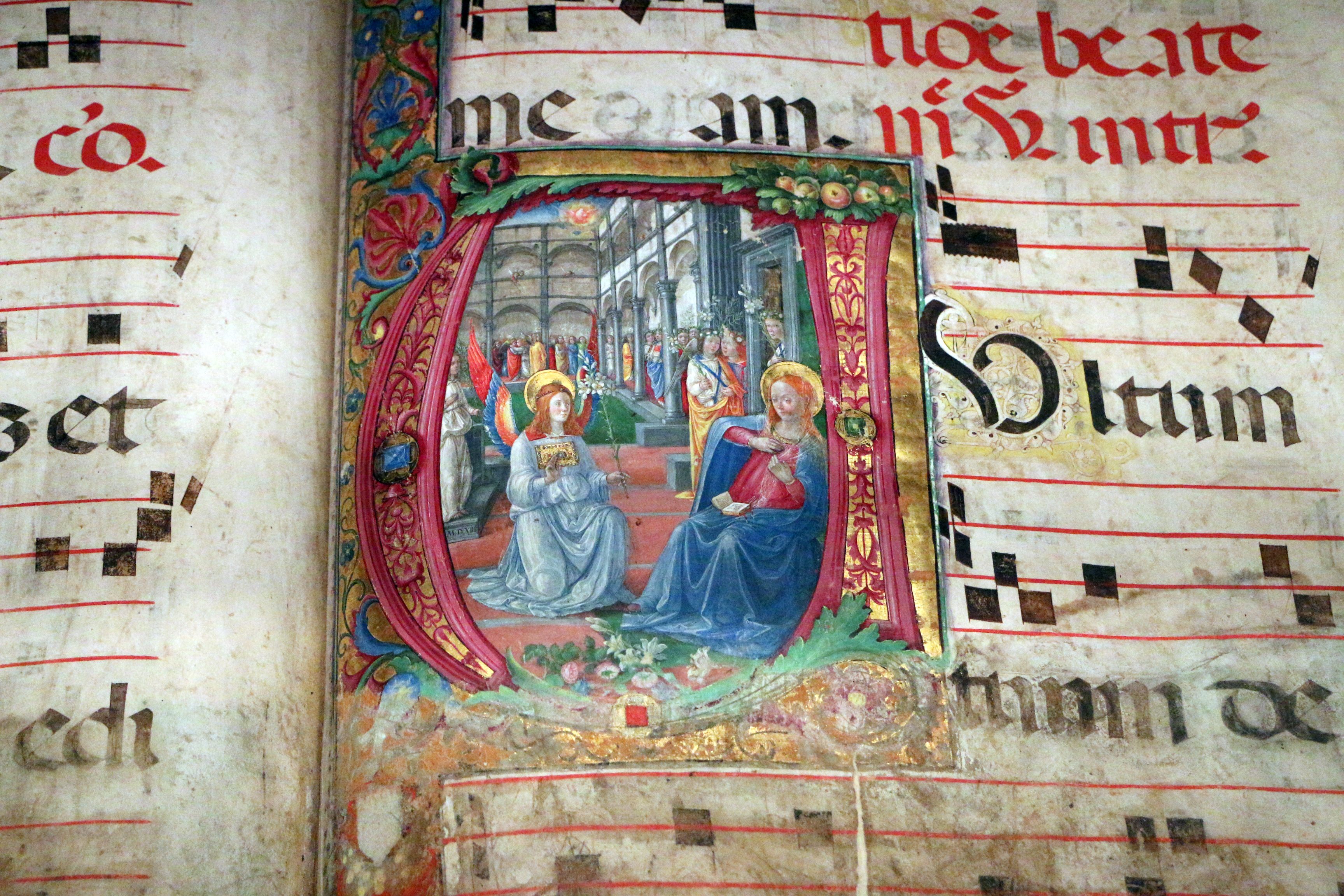
Monte di Giovanni del Fora, iniziale V con annunciazione e veduta del chiostro della badia a firenze, in antifonario, 1514, 02

Furono due fratelli miniatori e mosaicisti nella Firenze di Lorenzo il Magnifico, figli di Nanni di Miniato di Gherardo (nato nel 1398) di lavoro  "scharpellatore",  e di Domenica figlia di un calzolaio di nome Bartolomeo. 
 Collaborarono con i maestri della bottega di Domenico Ghirlandaio nella realizzazione dei mosaici la cappella di San Zenobio ed il coro della Cattedrale di Santa Maria del Fiore. Nel 1470, i fratelli del Flora dirigevano un laboratorio di miniature nel quale vennero prodotti il Didimo sullo Spirito Santo  ed i Salmi di Davide ordinati da Lorenzo per Mattia Corvino, sovrano del Regno d'Ungheria

## Gherardo di Giovanni di Miniato
Gherardo di Giovanni di Miniato si distinse tra i due fratelli per le qualità superiori, anche se delle sue opere di mosaicista tanto lodate dal Vasari non è rimasta testimonianza, mentre sono rimasti i codici da lui miniati, per i conventi fiorentini, per l'Opera del Duomo e per richieste private. Alcuni suoi lavori sono oggi conservati presso il Museo nazionale del Bargello, Biblioteca Laurenzianai, il Didimo- de Spiritus Santus commissionato da Mattia Corvino ora a New York al Pierpont Morgan Library, mentre i pannelli ispirati al Trionfo della Pudicizia di Francesco Petrarca sono conservati a in più città, Londra, Torino.
L'artista eseguì anche lavori di pittura affrescando la facciata della chiesa di Sant'Egidio.

## Monte del Flora
Di Monte del Flora o Fora si conosce la collaborazione con il fratello Gherardo di cui è difficile a volte distinguerne le opere. Del suo lavoro di miniatura rimangono ora a testimonianza il messale per la chiesa di San Giovanni ora conservato nella Biblioteca Vaticana, e per la chiesa dei Santi Pietro e Orso di Aosta. Come per il fratello la sua pittura subì l'influenza fiamminga e tedesca. Delle sue opere come mosaicista è conservata nel museo dell'Opera del duomo di Firenze una figura di Sant Zanobi.
Del 26 aprile 1504 il pagamento della pittura di una tela raffigurante stelle gialle e figure di angeli opera eseguita con il pittore Biagio.
Del 1465 risulta un contratto di affitto per una bottega da condividere con il fratello Gherardo e con Bartolomeo, terzo fratello, al quale era stato assegnato il compito di amministratore.